# Альтамира (Каракас)

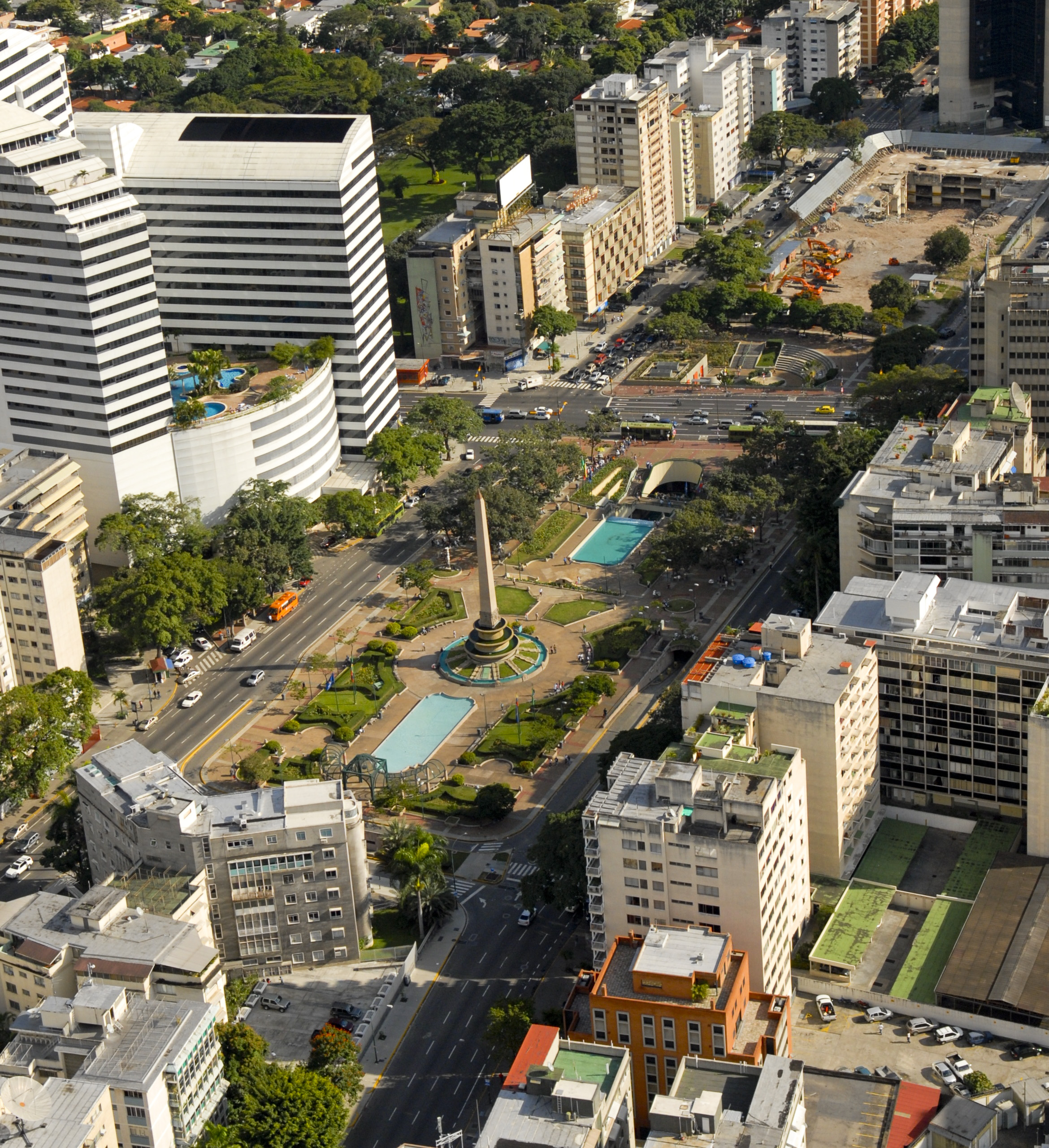
Вид на площадь Франции и её окрестности, составляющие район Альтамира.

Альтамира — район города Каракас (столицы Венесуэлы), относящийся к муниципалитету Чакао. С другими частями города Альтамира связана с помощью одноимённой станции метрополитена Каракаса. Район с множеством отелей и ресторанов служит важным деловым, жилым, туристическим и культурным центром города. Авеню Франсиско Миранды (главный проспект Каракаса) и Дистибуидор Альтамира (перегруженная транспортная развязка) расположены в районе Альтамира.
Альтамира считается одним из самых богатых районов города, а стоимость квадратного метра недвижимости здесь самая высокая в Каракасе.
Район Альтамира граничит с национальным парком Эль-Авила на севере, с районами: Ла-Кастельяна на западе, Лос-Палос-Грандес на востоке и Бельо-Кампо на юге.

## История

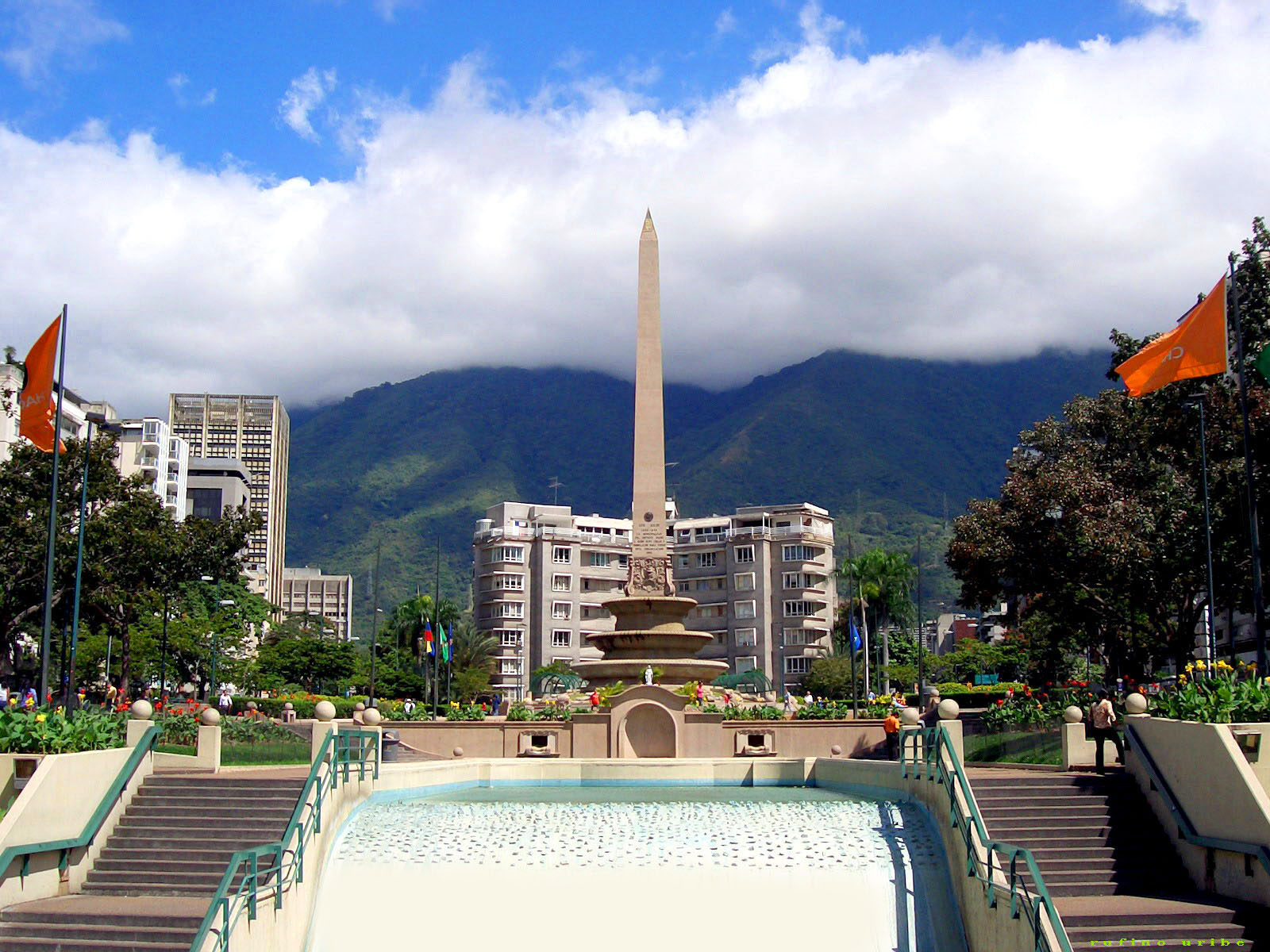
Площадь Франции

Считается, что Альтамира была основана 30 июня 1577 года Хуаном Андресом Варелой. Большая часть района и её центральная площадь (площадь Франции, первоначально известная как площадь Альтамира) были возведены известным местным урбанистом Луисом Роче, который владел большей частью этой территории в 1943 году.
В 1948 году Луис Роче начал изучать возможность строительства тоннеля между Альтамирой и Карибским морем. Он контактировал с людьми, связанными со строительством тоннелей реки Гудзон в Нью-Йорке. Однако проект не был реализован из-за высокой стоимости, требовалось бы соорудить 3 тоннеля, 2 из которых служили были лишь для вентиляции. Длина тоннелей составляла бы 8 километров каждый. Позднее Луис Роче был назначен послом Венесуэлы в Аргентине.